# Mono (departement)
Mono is een departement van Benin in de zuidwestelijke hoek van dat land. De departementale hoofdstad van Mono is Lokossa. In het departement van net geen 1400 km² woonden anno 2006 ongeveer 390.000 mensen. Het grootste deel onder hen, of 39,9 procent, behoort tot de Sahoue. Een ander groot deel van 21,3 procent behoort tot de Kotafon. De meest beleden godsdienst is met 40,5 procent het animisme, gevolgd door het christendom met 33,6 procent. De islam is de godsdienst van slechts 1,3 procent van de bevolking.

## Grenzen
Mono ligt in het zuiden tegen de Golf van Guinee. In het westen grenst het departement aan de regio Maritime van buurland Togo. In het noorden heeft Mono een departementale grens met Couffo en in het oosten met Atlantique.

## Geschiedenis
Mono was een van de zes provincies van Benin tot deze op 15 januari 1999 in tweeën werden gedeeld en departementen werden. De noordelijke helft van Mono werd toen afgesplitst in het nieuwe departement Couffo.

## Gemeenten
Het departement is verder verdeeld in zes gemeenten (communes):
- Athiémé
- Bopa
- Comè
- Grand-Popo
- Houéyogbé
- Lokossa

Alibori · Atacora · Atlantique · Borgou · Collines · Donga · Couffo · Littoral · Mono · Ouémé · Plateau · Zou